# Hans Lorbeer
Hans Lorbeer (Wittenberg, Porosz Királyság, 1901. augusztus 15. – Lutherstadt Wittenberg, 1973. szeptember 7.) német politikus és író. Az NDK számos jelentős díját elnyerte.

## Művei

### Regények
- Ein Mensch wird geprügelt, Moszkva 1930 (orosz), 1959 (német)
- Die Sieben ist eine gute Zahl, 1953
- Die Rebellen von Wittenberg, Band I (Das Fegefeuer) 1956, Band II (Der Widerruf) 1959, Band III (Die Obrigkeit), 1963
- Der Spinner

### Történetek
- Wacht auf!, 1928
- Die Legende vom Soldaten Daniel, 1948
- Vorfrühling und andere Liebesgeschichten, 1953
- Der Birkenhügel. Liebesgeschichten, 1960
- Zur freundlichen Erinnerung, 1960
- Ein Leben lang, 1974

### Versek
- Gedichte eines jungen Arbeiters, 1925
- Die Gitterharfe, 1948
- Des Tages Lied, 1948
- Es singt ein Mensch auf allen Strassen, 1950
- Frühlingslied einer Traktoristin, 1952
- Als du siebenunddreißig warst, 1961
- Die Straßen gehen, 1961
- Chronik in Versen. Gedichte aus fünf Jahrzehnten, 1971

### Drámák
- Die Trinker, 1925
- Liebknecht – Luxemburg – Lenin, 1927
- Panzerkreuzer Potemkin, 1929
- Phosphor, Leningrad, 1931

## Magyarul
- A wittenbergai menyegző. Regény Lutherről avagy: Mi végre jutott a parasztháború; ford. Halasi Zoltán; Európa, Bp., 1983 (Századok, emberek)